# Душа человека при социализме
«Душа́ челове́ка при социали́зме» (англ. The Soul of Man under Socialism) — эссе Оскара Уайльда, написанное в 1891 году и опубликованное на страницах журнала The Fortnightly Review в феврале этого же года. В нём он разъясняет мировоззрение либертарного социализма и критикует благотворительность. Написание «Души человека при социализме» следовало обращению Уайльда в философию анархистов, после прочтения произведений Петра Кропоткина.
В «Душе человека при социализме» Уайльд аргументирует, что «большинство людей разрушают свою жизнь нездоровым и чрезмерным альтруизмом — они, фактически, вынуждены это делать»: вместо того, чтобы осознать свои истинные таланты, они разрушают свою жизнь, решая социальные проблемы, вызванные капитализмом. Таким образом, заботливые люди «с прекрасными, но в то же время неверно направленными намерениями, с полной серьёзностью и сентиментальностью предлагают себя для излечения зла, что встречается на их пути. Но эти лекарства не исцеляют болезни, они только откладывают её», ведь, как это видит Уайльд, «истинная цель заключается в попытке построить общество на таких принципах, где бедность не имела бы никаких шансов».

## Обзор
Уайльд считает, что доброта и альтруизм не являются залогом решения общественных проблем, а «альтруизм по-настоящему препятствует осуществлению этого намерения. Именно поэтому, наихудшими рабовладельцами были те, кто внимательно относился к своим рабам, таким образом лишая их возможности осознать весь ужас этой системы. В нынешней Англии наибольший вред делают те люди, которые пытаются творить добро», в то же время придерживаясь старой системы.
С отменой частной собственности появится настоящий здоровый индивидуализм. Никто не будет портить свою жизнь накоплением вещей и символов. Человек будет жить. Жизнь — удивительная вещь на земле. Большинство людей существуют, вот и всё.
Уайльд придавал большое значение человеческой душе; когда он анализировал причины и последствия бедности в «Душе человека при социализме», его беспокоили не только материальное благосостояние бедняков, но и то, как общество не позволяет им достичь понимания собственного «я». Он вводит образ Иисуса из Назарета как символ высшего индивидуализма. Уайльд защищает социализм, который, по его словам, «будет цениться именно потому, что он приведёт к индивидуализму» и «превратив частную собственность в народное богатство, восстановить общество до пригодного состояния вполне здорового организма и будет гарантировать каждому члену общества материальную стабильность».
Уайльд исследовал политическое состояние, которое необходимо для полной самореализации и преданности человека искусству. Он утверждал, что «искусство — это индивидуализм, тревожная и разрушающая сила. В этом заключается его бесценное значение. Оно разбивает стереотипы, рабство привычек, тиранию повседневности и возведение человека до уровня машины».
Уайльд придаёт особое значение разграничению между «индивидуалистичным» и «авторитарным» социализмом, выступая за более либеральный подход. «Нам нужен индивидуализм. Если социализм будет авторитарным, если власть будет держать в своих руках экономические мощности так же, как сейчас политические, если, одним словом, мы будем иметь индустриальную тиранию, тогда положение человека в последнем случае будет хуже предыдущего».
При социализме люди смогут осознать свои таланты; «каждый член общества будет разделять общее процветание и счастье общественного строя». Уайльд говорил, что «социализм будет цениться именно потому, что он приведёт к индивидуализму», поскольку люди больше не будут бояться бедности и голода. Индивидуализм, в свою очередь, защитил бы граждан от правительств, которые держат рычаги власти в своих руках. Однако, Уайльд защищает некапиталистический индивидуализм: «конечно, можно утверждать, что индивидуализм, образованный при условиях частной собственности, не всегда является образцовым» (критика вполне уместна). В воображении Уайльда, социализм освободил бы людей от ручного труда и позволил бы им посвятить своё время творческим поискам, таким образом развивая свою душу. Он заканчивает своё эссе следующим заявлением: «новый индивидуализм — это новый эллинизм».

## Основа
Уайльд начал интересоваться социализмом благодаря своей дружбе с Бернардом Шоу. Вполне возможно, что именно Шоу пригласил Уайльда посетить собрание организации «Фабианское общество», когда художник Уолтер Крейн 6 июля 1888 года произнёс свою речь о «Перспективах искусства при социализме» (англ. The Prospects of Art under Socialism), ведь Роберт Росс позже «удивил» Шоу, сказав, что Оскар Уайльд написал своё эссе «Душа человека при социализме» как ответ на речь Крейна. Есть ещё большие шансы того, что Уайльду приходилось слушать лекции и самого Бернарда Шоу. В 1889 году Уайльд написал рецензию на песенник «Песни труда: песенник народа» (англ. Chants of Labour: A Song-Book of the People), в которой чётко дал понять, что социализм является новой движущей силой искусства.
Часто отмечается, что Уайльд написал «Душу человека при социализме» вследствие прочтения произведений Петра Кропоткина. В своём письме De Profundis Уайльд описывает его как «человека с прекрасной белоснежной душой Христа, который словно грядёт к нам из России». Историк анархизма Джордж Вудкок в 1962 году оценил эссе Уайльда как самый амбициозный вклад в литературу анархизма 1890-х гг. Однако, Вудкок отметил, что в «Душе человека при социализме» прослеживается большее влияние Годвина, нежели Кропоткина. Дж. Д. Томас, в свою очередь, указывал на разногласия между романтическим индивидуализмом Уайльда и «типичным рационализмом XVIII века» Годвина. Эссе Уайльда имеет больше общего с «Новостями отовсюду» (англ. News From Nowhere) Уильяма Морриса, нежели с «Политической справедливостью» (англ. Political Justice) Годвина.
В 1873 году, во время опроса французского литературного журнала «Эрмитаж» (фр. L’Ermitage), Уайльд назвал себя «художником и анархистом». Когда Бернард Шоу организовал петицию в поддержку профсоюзных активистов, которые были привлечены к бунту на Хеймаркет 1886 года, Уайльд был одним из первых, кто подписал её.

## Восприятие

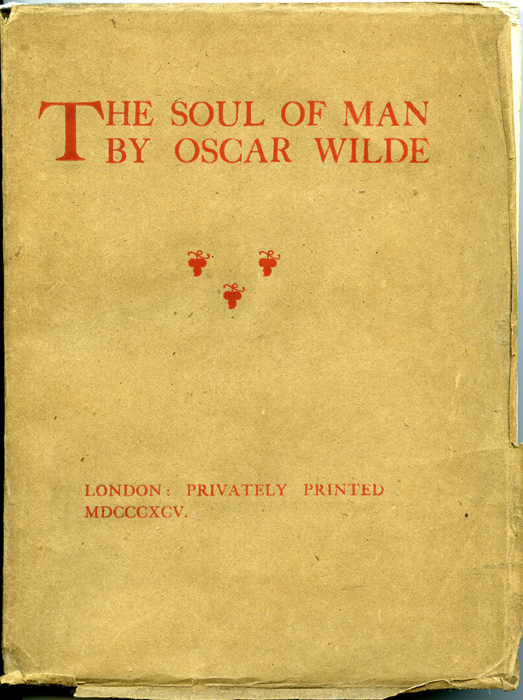
Издание 1895 года с сокращённым названием «Душа человека»

Русский религиозный философ Николай Бердяев отнесся к «этюду Оскара Уайльда» с интересом, отмечая, что, хоть британский писатель и не был близок к социалистическому движению и социалистическим теориям, но «очень тонко, тоньше многих социалистов, понял, что положительный смысл социализма — в выявлении индивидуальности во всем её внутреннем своеобразии».
Несмотря на то, что понимание Уайльдом социализма не совпадало с марксистским, эссе «Душа человека при социализме» было положительно охарактеризовано и в вышедшей в 1919 году в большевистском литературном еженедельнике «Пламя» статье Л. Александровича «Оскар Уайльд и социализм» — главным образом за содержащуюся в нём критику общества, основанного на частной собственности, и признание необходимости переустройства его на новых началах.
Джордж Оруэлл назвал видение социализма Уайльдом утопичным и анархичным. В частности, Оруэлл считал неверными два предположения Уайльда:
- мир чрезвычайно богатый и страдает только из-за неправильного распределения этого богатства;
- весь ручной труд могут выполнять машины[14].

Британский философ и историк Питер Хью Маршалл написал объёмный (840 страниц) труд об анархизме «Требуя невозможного» (англ. Demanding the Impossible), на страницах которого он называет Оскара Уайльда «британским борцом за свободу», чей либертарный социализм является самым удивительным из всех вариантов анархизма и социализма. Маршалл далее указывает на то, что тогдашние фабианские и марксистские социалисты смеялись над моральными и социальными убеждениями Уайльда, но, как утверждал Бернард Шоу, Оскар смеялся последним, ведь его ещё долго будут помнить, когда всех других забудут.
Британский историк литературы Мэтью Бомонт называет Уайльда представителем утопизма поздней викторианской эпохи. Он, однако, отмечает, что «Душа человека при социализме» содержит противоречивые утопические утверждения, так как Уайльд вызывающе критикует существующие условия, но в то же время постулирует о том, что понимание прошлого находится в зависимости от постепенного развёртывания индивидуальной свободы, при которой настоящее остаётся частично неизменным.
Литературовед Эмили Йонссон отметила, что Уайльд написал своё эссе в то время, когда возникло массовое промышленное производство, именно поэтому в утопии Уайльда индустриализм и романтизм выполняют взаимоисключающую роль: один существует для служения другому.
Словенский политический философ Славой Жижек разделяет интеллектуальное презрение Уайльда к благотворительности, отмечая, что подкармливание бедняков никогда не решит саму проблему бедности. Он цитирует соответствующие отрывки из эссе Уайльда в своих лекциях и книге.

## Публикации
Впервые эссе было напечатано в журнале The Fortnightly Review в феврале 1891 года. Оно ещё раз вышло печатью в 1895 году, именно в то время, когда Уайльда заключили в тюрьму за «грубую непристойность». Это частное лимитированное издание, тиражом в 50 экземпляров и с сокращённым названием «Душа человека», было осуществлено Артуром Гамфри. Как пишет Грегори Маки, Гамфри воспользовался возможностью побороться с несправедливостью и покритиковать приговор суда.
После смерти Уайльда, в 1904 году, тот же Артур Гамфри напечатал эссе «Душа человека» под именем Себастьян Мельмот (один из псевдонимов Уайльда). В 1908 году Роберт Росс поместил эссе вместе с «Намерениями» в избранное издание произведений Уайльда.